# Opius pumilio
Opius pumilio är en stekelart som beskrevs av Wesmael 1835. Opius pumilio ingår i släktet Opius och familjen bracksteklar. Inga underarter finns listade i Catalogue of Life.